# Hans J. Moor

Hans Jakob Moor (1968)

Hans Jakob Moor (* 11. Juni 1933 in Zürich; † 25. Januar 2009 in Bassersdorf; heimatberechtigt in Basel und Vordemwald) war ein Schweizer Zellbiologe.

## Leben
Moor studierte ab 1952 Naturwissenschaften an der ETH Zürich mit dem Abschluss 1956 und wurde 1958 bei Albert Frey-Wyssling promoviert, dessen Assistent er war. 1964 habilitierte er sich und 1967 wurde er Assistenzprofessor für Molekularbiologie, 1970 ausserordentlicher und 1973 ordentlicher Professor für Zellbiologie an der ETH Zürich. 1996 wurde er emeritiert. Später befasste er sich mit Philosophie der Biologie. 

## Forschung
Moor erlangte durch seine Forschungsarbeiten und Entwicklungen der Tiefentemperatur- und Probenpräparationstechniken für die Elektronenmikroskopie internationale Anerkennung und gestaltete die morphologische Zytologie massgebend mit. 1961 entwickelte er mit Kurt Mühlethaler die Gefrierätztechnik in der Elektronenmikroskopie, mit der die Ultrafeinstruktur von Zellen besser untersucht werden konnte. 

## Mitgliedschaften und Auszeichnungen
- 1969 Marcel-Benoist-Preis
- 1969 Ehrenmitglied der Société Française de Microscopie Electronique[1]

## Schriften (Auswahl)
- Feinbau der Milchroehren. Diplomarbeit ETH Zürich, 1956.
- Platin-Kohle-Abdruck-Technik angewandt auf den Feinbau der Milchröhren. Dissertation Naturwiss. ETH Zürich, Nr. 2872. Sonderdruck aus: Journal of ultrastructure research, Vol. 2, Fasc. 2, 1959, S. 393–422, doi:10.3929/ethz-a-000090885.
- Die Gefrier-Fixation lebender Zellen und ihre Anwendung in der Elektronenmikroskopie. Habilitationsschrift ETH Zürich. Sonderdruck aus: Zeitschrift für Zellforschung, 62, 1964, S. 546–580.
- Bio-Logik oder was Wissen schafft: auf der Spur des grossen Ganzen Friedrich Reinhardt Verlag, Basel 1999.
- Obwohl die Türen verschlossen waren: mein Weg nach innen. Friedrich Reinhardt Verlag, Basel 2001.